# Arthur Vichot
Arthur Vichot (* 26. November 1988 in Montbéliard) ist ein ehemaliger französischer Radrennfahrer.

## Sportliche Karriere
Nachdem Vichot beim zum U23-Nationencup zählenden Grand Prix Tell  die zweite Etappe gewonnen und bei der französischen Meisterschaft den zweiten Platz im Straßenrennen der U23-Klasse belegt hatte, wechselte er 2010 zum französischen ProTeam Française des Jeux. Als Neoprofi gewann er bei Paris–Corrèze eine Etappe und damit sein erstes internationales Eliteradrennen. Sein bis dahin größter Erfolg gelang ihm 2012 durch einen Solosieg auf der fünften Etappe des World Tour-Rennens Critérium du Dauphiné. 2013 wurde er französischer Straßenmeister der Elite mit vier Sekunden Vorsprung vor Sylvain Chavanel.
2014 entschied Vichot eine Etappe von Paris–Nizza für sich; 2016 wurde er zum zweiten Mal französischer Straßenmeister. Sowohl 2016 wie auch 2017 gewann er die Gesamtwertung der Tour du Haut-Var. Im Jahr darauf entschied er die Tour de l’Ain für sich.
Nachdem sich Vichot Ende 2018 eine Viruserkrankung zuzog, von der er sich nicht mehr vollständig erholte und nicht an seine vorherigen Leistungen anknüpfen konnte, beendete der starke Allrounder nach Ablauf der Saison 2020 seine Karriere als Aktiver.

## Erfolge
2008
- eine Etappe Grand Prix Tell

2010
- eine Etappe Paris–Corrèze

2011
- Les Boucles du Sud Ardèche
- Tour du Doubs

2012
- eine Etappe Critérium du Dauphiné

2013
- Gesamtwertung Tour du Haut-Var
- Französischer Meister – Straßenrennen

2014
- eine Etappe Paris–Nizza

2016
- Gesamtwertung, eine Etappe und Punktewertung Tour du Haut-Var
- Französischer Meister – Straßenrennen

2017
- Grand Prix d’Ouverture La Marseillaise
- Gesamtwertung und Punktewertung Tour du Haut-Var

2018
- Gesamtwertung, eine Etappe und Punktewertung Tour de l’Ain

## Grand-Tour-Platzierungen
| Grand Tour            | 2010 | 2011 | 2012 | 2013 | 2014 | 2015 | 2016 | 2017 | 2018 | 2019 | 2020 |
| --------------------- | ---- | ---- | ---- | ---- | ---- | ---- | ---- | ---- | ---- | ---- | ---- |
| Giro d’ItaliaGiro     | –    | –    | –    | –    | –    | –    | –    | –    | –    | –    | –    |
| Tour de FranceTour    | –    | 102  | 94   | 66   | DNF  | –    | 78   | DNF  | 41   | –    | –    |
| Vuelta a EspañaVuelta | DNF  | –    | –    | –    | –    | –    | –    | –    | –    | –    | –    |